# Plectranthus nigericus
Plectranthus nigericus là một loài thực vật có hoa trong họ Hoa môi. Loài này được (Alston) ined. miêu tả khoa học đầu tiên.